# Onychodactylus
Onychodactylus es un género de anfibios caudados de la familia Hynobiidae. Son endémicas del Japón, la península de Corea, China y sudeste de Siberia.

## Especies
Se reconocen las siguientes según ASW:
- Onychodactylus fischeri (Boulenger, 1886)
- Onychodactylus fuscus[2]
- Onychodactylus intermedius[2] Nishikawa & Matsui, 2014
- Onychodactylus japonicus (Houttuyn, 1782)
- Onychodactylus kinneburi[3] Yoshikawa, Matsui, Tanabe & Okayama, 2013
- Onychodactylus koreanus[4] Min, Poyarkov & Vieites, 2012
- Onychodactylus nipponoborealis[4] Kuro-o, Poyarkov & Vieites, 2012
- Onychodactylus tsukubaensis[5] Yoshikawa & Matsui, 2013
- Onychodactylus zhangyapingi[4] Che, Poyarkov, Li, & Yan, 2012
- Onychodactylus zhaoermii[4] Che, Poyarkov & Yan, 2012